# Phukets internationella flygplats
Phukets internationella flygplats (thai: ท่าอากาศยานภูเก็ต) (IATA: HKT, ICAO: VTSP) är en internationell flygplats på ön Phuket i Thailand. Flygplatsen är belägen cirka 32 kilometer norr om huvudorten och öns största ort, Phuket City.